# Maß

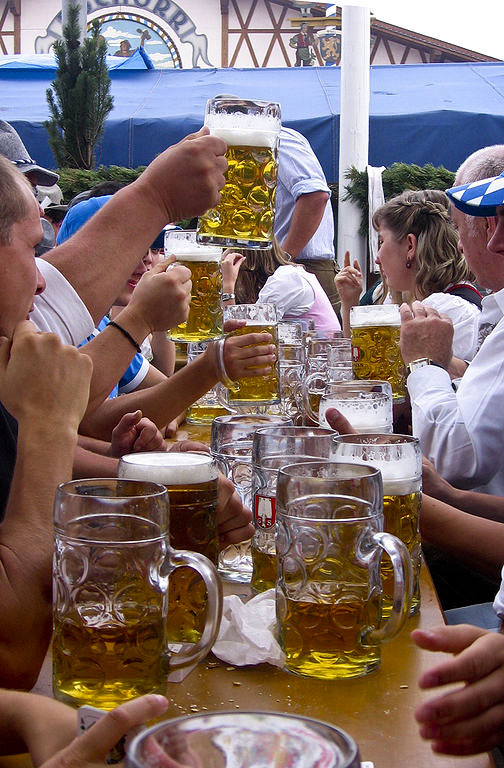
Varios Maßkrüge en la celebración del Oktoberfest de 2006

La Maß ("medida", se pronuncia mass) es una antigua unidad de volumen austro-bávara, actualmente utilizada para medir cerveza. Originalmente medía 1,069 litro (1 litro, más- coma decimal- cerosesenta y nueve fracciones de litro); hoy en día, un Maß equivale a un litro.

Maß se usa también como abreviación de Maßkrug, un tipo de jarra (bock o pocal) de cerveza de un litro de capacidad.